# Manipuri

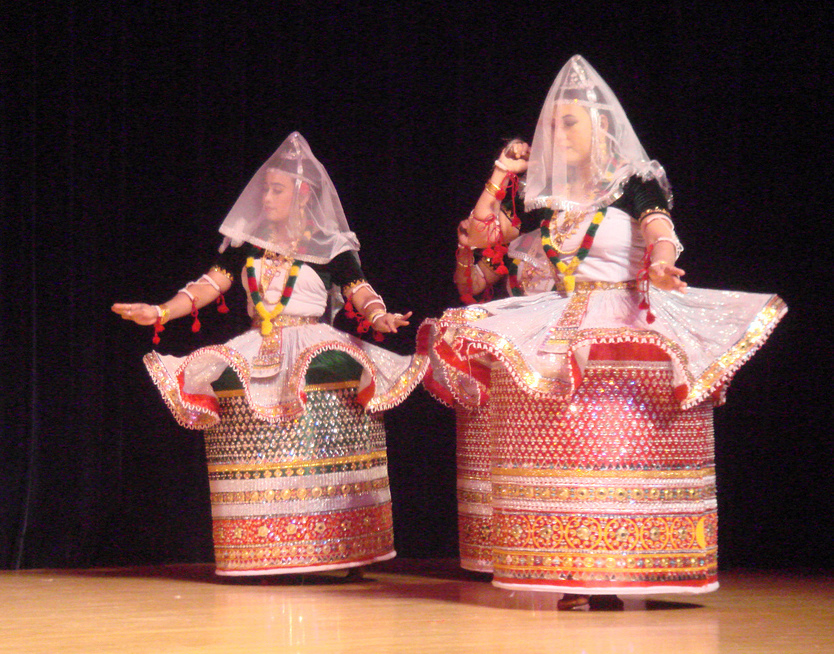

Manipuri é uma dança típica da Índia. Surgiu em Kerala, Zona Sul da Índia. As mulheres dançam de sári (roupa tradicional) de cor branco e dourado. É uma mistura de quase todas as danças indianas.